# 神奈川県道71号秦野二宮線

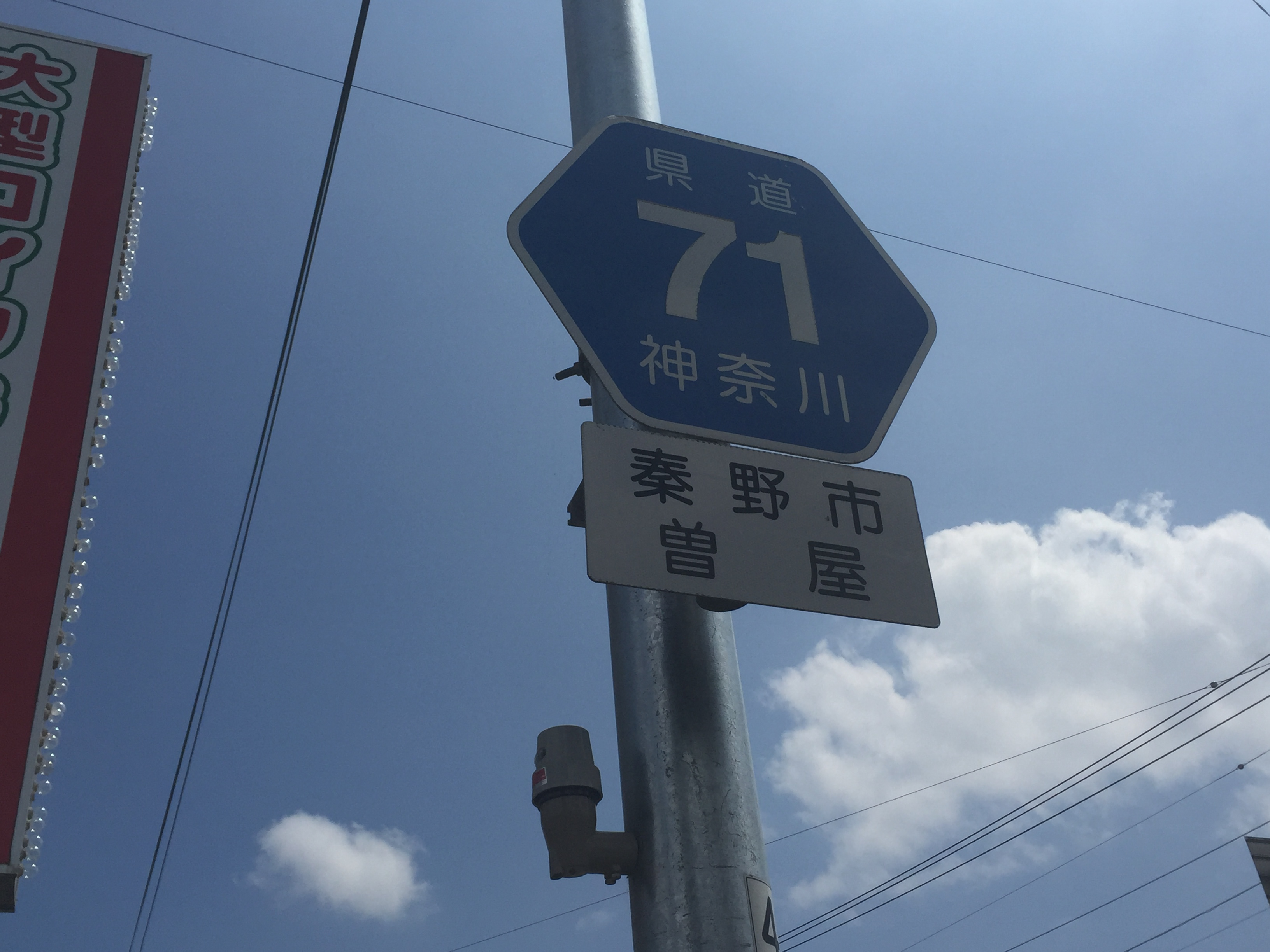
県道番号標示（秦野市曽屋）

神奈川県道71号秦野二宮線（かながわけんどう71ごう はだのにのみやせん）は、神奈川県秦野市から中郡二宮町に至る主要地方道である。

## 概要
- 陸上距離：11.5km
- 起点：神奈川県秦野市落合（国道246号、落合立体交差）
- 終点：神奈川県中郡二宮町二宮（国道1号、二宮交差点）
- Google マップ - 新道
- Google マップ - 旧道

## 歴史
1981年（昭和56年）に東名高速道路秦野中井ICが開設されると、この道路の重要性は大きなものとなった。そして、片側2車線、あるいは片側1車線で路肩に余裕のある現在の経路は1989年（平成元年）までに順次開通した。東名静岡方面から湘南地域に向かう際にはこの路線を経由し西湘バイパスに乗るケースも多く、休日には観光バス等も多く走行している。秦野市・中井町境界付近から二宮町の西八戸橋付近までは葛川の西側段丘面を通るものである。旧道はおおむね現道のやや東側を通り、現在も路線バスは一部路線を除き旧道を経由し、地域住民の生活道路として重要な役割を担っている。なお、旧道沿いには1937年（昭和12年）まで湘南軌道という軽便鉄道も走っていた。

## 路線状況
起点より二宮高校前交差点まではほぼ4車線の路線で、それ以降終点までは2車線である。中井町内は特に信号が少なく、スピードが出しやすい。

### 重複区間
- 神奈川県道62号平塚秦野線（河原町交差点 - 西大竹交差点）

### 交通量
道路交通センサスより、平成22年度24時間交通量
- 秦野市曽屋 16,528
- 秦野市西大竹116－1 27,087
- 秦野市西大竹766 26,096
- 中井町井ノ口 16,436
- 二宮町二宮 22,149

## 地理

### 通過する自治体
- 神奈川県
  - 秦野市 - 足柄上郡中井町 - 中郡二宮町

### 交差する道路
- 国道246号（落合立体交差）
- 神奈川県道704号秦野停車場線（落合交差点）
- 神奈川県道62号平塚秦野線（河原町交差点 - 西大竹交差点まで重複）
- 東名高速道路秦野中井IC（東名入口交差点）
- 神奈川県道77号平塚松田線（中井電話局前交差点）
- 国道1号（二宮交差点）
- 西湘バイパス西湘二宮IC（二宮交差点）